# جیوکه چینتامنی
جیوکه چینتامنی (به زبان تامیل: சீவக சிந்தாமணி، به معنی "جیوکه، گوهر شگفت‌انگیز") (به انگلیسی: Cīvaka Cintāmaṇi) یکی از پنج حماسه بزرگ زبان تامیل است. این اثر توسط یک مرتاض جینی به نام تیروتاکاتیوار از شهر مادورای، در اوایل قرن دهم میلادی نوشته شده است. داستان این حماسه دربارهٔ شاهزاده‌ای است که در هنرها، جنگاوری و عشق بی‌نظیر است و با همسران بی‌شماری زندگی می‌کند. جیوکه چینتامنی همچنین با نام مانا نول (به معنی "کتاب ازدواج‌ها") نیز شناخته می‌شود.
این حماسه در ۱۳ بخش تنظیم شده و شامل ۳٬۱۴۵ چهارپاره به سبک شعری ویروتام است. از این تعداد، ۲٬۷۰۰ چهارپاره به نویسنده جینی اثر نسبت داده شده و بقیه توسط استاد او و یک نویسنده ناشناس سروده شده است.

## خلاصه داستان
داستان با یک کودتای خیانت‌آمیز آغاز می‌شود. شاه، که با یک دستگاه پرنده به شکل طاووس، ملکه باردار خود را فراری می‌دهد، کشته می‌شود. ملکه پسری به دنیا می‌آورد و او را به یک خدمتکار وفادار می‌سپارد تا او را بزرگ کند و خود به راهبانگی می‌پیوندد. پسر که جیوکه نام دارد، به مردی تبدیل می‌شود که در تمام هنرها، مهارت‌ها و علوم بی‌نظیر است. او در جنگ و عشق موفق است، دشمنانش را از بین می‌برد، هر دختر زیبایی که ملاقات می‌کند را به همسری می‌گیرد و در نهایت سلطنت از دست رفته پدرش را بازپس می‌گیرد. پس از لذت‌بردن از قدرت، عشق و داشتن فرزندان بسیار، جیوکه در پایان زندگی خود دنیا را رها کرده و یک مرتاض جینی می‌شود.

## ویژگی‌های اثر
این حماسه احتمالاً تلفیقی از داستان‌های عامیانه قدیمی تامیل با عناصر خیالی و غیرواقعی است. شاعر در این اثر ماجراجویی‌های جنگی یک قهرمان خارق‌العاده را با توصیف‌های صریح و خیال‌انگیز از روابط عاشقانه او ترکیب کرده است. علاوه بر این، در شعر به فضایل اخلاقی جیوکه، مانند مهربانی، وظیفه‌شناسی و دلسوزی برای موجودات زنده، پرداخته شده است. صحنه‌های عاشقانه در این اثر پر از استعاره و ایهام‌های شاعرانه هستند.
سبک شعری این اثر تأثیر عمیقی بر ادبیات تامیل گذاشته و در آثار ادبی جینی و هندو که پس از آن به نگارش درآمدند، دیده می‌شود.

## حفاظت و انتشار
بخش‌هایی از این حماسه در قرن نوزدهم توسط جامعه جینی‌های تامیل به‌طور آیینی خوانده می‌شد. نسخه‌های نادر این اثر روی نسخه‌های برگ نخل توسط هندوهای تامیل نگهداری می‌شد. او.وی. سوامیناتا آییار، یک پژوهشگر شیوایی، دو نسخه از این اثر را در سال ۱۸۸۰ کشف کرد. یکی از این نسخه‌ها توسط یک علاقه‌مند به زبان تامیل به نام راماسوامی موتالایار و دیگری توسط صومعه‌ای در کومباکونام به او ارائه شد. آییار این نسخه‌ها را زیر نور چراغ‌های نفتی مطالعه کرد و با کمک رهبران جامعه جینی نسخه‌ای انتقادی تهیه و اولین نسخه چاپی اثر را در سال ۱۸۸۷ منتشر کرد.